# كأس السوبر الإسباني 1991
كأس السوبر الإسباني 1991 النسخة الثامنة لنهائيات كأس السوبر الإسباني وجمعت بطل الدوري الإسباني موسم 1990-91 برشلونة وبطل كأس إسبانيا موسم 1990- 91 أتلتيكو مدريد ، أُقيمت من مباراتي ذهاب وإياب خريف عام 1991، وحقق برشلونة اللقب بعد فوزة بمجموع المباراتين 2-1 .

## التفاصيل

### مباراة الذهاب
| أتلتيكو مدريد        | 0–1 | برشلونة                                  |
| -------------------- | --- | ---------------------------------------- |
| المدرب لويس أراغونيس |     | غويليرمو أمور 86' · المدرب · يوهان كرويف |

### مباراة الإياب
| برشلونة                           | 1–1 | أتلتيكو مدريد                        |
| --------------------------------- | --- | ------------------------------------ |
| باكيرو 69' · المدرب · يوهان كرويف |     | ألفريدو 39' · المدرب · لويس أراغونيس |